# Mandato
Il mandato, in diritto, è un istituto giuridico in forza del quale un soggetto detto mandatario assume una obbligazione di compiere uno o più atti giuridici per conto di un altro soggetto detto mandante.

## Storia
Nel diritto romano, si trattava di un contratto consensuale bilaterale imperfetto (le obbligazioni sorgevano di sicuro per il mandatario, non sempre per il mandante), sviluppatosi nell'ambito del ius gentium, per cui un soggetto conferiva un incarico ad altro soggetto, il quale si impegnava a eseguirlo gratuitamente. Nessun compenso era dovuto al mandatario (se si conveniva un compenso e ne ricorrevano gli estremi, il rapporto si faceva rientrare nella locatio conductio operis). L'incarico poteva essere dato sia per il compimento di negozi giuridici sia per atti meramente fattuali (pulire, rammendare, fare la spesa).
Nel diritto internazionale era uno strumento giuridico creato dall'art. 22 del patto istitutivo della Società delle Nazioni per la tutela delle popolazioni incapaci di autogovernarsi, dopo la fine della seconda guerra mondiale venne sostituito dall' amministrazione fiduciaria delle Nazioni Unite.

## Contenuto
È il contratto con cui una parte (mandatario) assume l'obbligo di compiere uno o più atti giuridici nell'interesse (o per conto) dell'altra parte (mandante). Può includere la rappresentanza mediante il conferimento di una procura, in virtù della quale gli effetti giuridici degli atti compiuti dal mandatario in nome del mandante si verificano direttamente in capo al mandante. La rappresentanza può anche essere impropria o indiretta. I terzi non hanno rapporti con il mandante.
Il mandatario che agisce ai fini dell'acquisto o la vendita di beni opera con l'istituto della commissione e, quale commissionario, acquista diritti assumendo obblighi verso il committente, derivanti dal negozio giuridico. In virtù del mandato ricevuto (commissione) il commissionario ha poi l'obbligo di trasferire, con successivo negozio, al mandante il diritto acquistato in nome proprio, ma nell'interesse del mandante. È un principio fedelmente applicato per gli immobili e i beni mobili iscritti nei pubblici registri. In caso di inadempimento il mandante può chiedere al Giudice l'attuazione del trasferimento mediante sentenza costitutiva.

## Nel mondo

### Italia
Il mandato secondo ordinamento giuridico italiano è un contratto regolato dagli artt. 1703 e seguenti del codice civile italiano. Il contenuto del mandato dipende dall’ampiezza delle determinazioni pattizie di cui è frutto: possiamo quindi avere un mandato in cui le parti stabiliscono il tipo di atti da compiere e il loro numero, l'affare gestorio da realizzare, il tempo di adempimento; viceversa, possiamo avere anche un mandato in cui viene specificata solo la natura o la qualità degli atti da realizzare, senza ulteriore specificazione.